# Западный железнодорожный ИТЛ
За́падный железнодоро́́́жный ИТЛ (Западный железнодорожный исправительно-трудовой лагерь) — подразделение, действовавшее в структуре Главного управления исправительно-трудовых лагерей Народного комиссариата внутренних дел СССР (ГУЛАГ НКВД).
Западный железнодорожный ИТЛ выделен в самостоятельное подразделение в структуре НКВД в 1938 году на базе расформированного в том же году Бамлага. Управление Западного железнодорожного ИТЛ располагалось в городе Тайшете, Иркутская область. В оперативном командовании он подчинялся Управлению железнодорожного строительства Дальневосточного главного управления исправительно-трудовых лагерей НКВД (УЖДС ДВ ГУЛАГ).
Западный железнодорожный ИТЛ расформирован в 1939 году.
Основным видом производственной деятельности заключенных было железнодорожное строительство на участке Тайшет — Братск.